# 高鱗光鰓魚
高鱗光鰓魚（學名：Chromis hypsilepis），又稱高鱗光鰓雀鯛，是輻鰭魚綱鱸形目雀鯛科光鰓魚屬的其中一種，分布於西南太平洋澳洲東南部、豪勳爵島、諾福克島與紐西蘭北部海域，深度3至46公尺，本魚體呈卵圓形且側扁，身體藍灰色至灰綠色，背鰭後面的身體上有一個白點，胸鰭腋上有一個黑點，背鰭硬棘13枚、背鰭軟條13-14枚、臀鰭硬棘2枚、臀鰭軟條12-13枚，體長可達16公分，棲息在礁石區，成群活動，以浮游生物為食，繁殖期時成對出現，雄魚會守護卵直到孵化，生活習性不明，可做為觀賞魚。